# Fred Zinnemann
Fred Zinnemann, född 29 april 1907 i Rzeszów, död 14 mars 1997 i London, var en österrikisk-amerikansk filmregissör.

## Biografi
Zinnemann växte upp i en judisk familj i Österrikes huvudstad Wien och ville redan vid låg ålder bli musiker. Han studerade juridik under flera år. Han höll på med filmer under sin tid vid Wiens universitet och blev så småningom kameraman. Han flyttade till USA år 1929 och medverkade flera gånger bakom scenen innan han blev regissör. Han ägnade sig åt filmgenrer som thrillers, western, film noir och liknande. Flera av skådespelarna som varit med i Zinnemanns filmer har blivit nominerade till Oscar.
Fred Zinnemann vann en Oscar för bästa regi för filmerna Härifrån till evigheten och En man för alla tider. En man för alla tider vann även en Oscar för bästa film. Den första Oscarspriset fick han år 1951 för dokumentären Benjy.
Zinneman avled till följd av en hjärtattack, 89 år gammal.

## Filmografi i urval
- Mördare i handskar (Kid Glove Killer) (1942)
- Ögon i natten (Eyes in the Night) (1942)
- Det sjunde korset (The Seventh Cross) (1944)
- Det dagas (The Search) (1948)
- Förrädaren (Act of Violence) (1948)
- Männen (The Men/Battle Stripe) (1950)
- Sheriffen (High Noon) (1952)
- Härifrån till evigheten (From Here to Eternity) (1953)
- Oklahoma! (1956)
- En handfull snö (A Hatful of Rain) (1957)
- Nunnan (The Nun's Story) (1959)
- The Sundowners (1960)
- En man för alla tider (A Man for All Seasons) (1966)
- Schakalen (The Day of the Jackal) (1973)
- Julia (1977)
- Fem dagar en sommar (Five Days One Summer) (1982)

## Priser och utmärkelser
- Oscar för bästa kortfilmsdokumentär, för Benjy,  20 mars 1952[1]
- Golden Globe Award för bästa regi, för Härifrån till evigheten,  1954
- Oscar för bästa regi, för Härifrån till evigheten,  25 mars 1954[2]
- Golden Globe Award för bästa regi, för En man för alla tider,  1967
- Oscar för bästa regi, för En man för alla tider,  10 april 1967
- BAFTA Award för bästa brittiska film, för En man för alla tider,  1968
- BAFTA Award för Bästa film, för En man för alla tider,  1968
- BAFTA Academy Fellowship Award,  1978
- Berlinale Kamera,  1986
- Stjärna på Hollywood Walk of Fame
- National Board of Review Award för bästa film
- Directors Guild of America Award

[Redigera Wikidata]